# Уэст-Килл
Уэст-Килл (англ. West Kill) — река в американском штате Нью-Йорк, приток реки Скохари-Крик (бассейн Гудзона). Длина Уэст-Килла 15,3 км (9,5 миль), площадь бассейна — 80,81 км² (31,2 кв. мили). Протекает через город Лексингтон.

## Течение
Река стекает с западного склона горы Хантер на высоте 3100 метров. В верхнем течении на реке расположен 4.5 -метровый водопад Даймонд. Далее Уэст-Килл течет на запад, северо-запад. На большом протяжении параллельно реке проходит шоссе Спрустон Роуд (англ. Spruceton Road). Протекает древню Уэст-Килл, затем круто поворачивает на север и разветвляется на несколько рукавов. Через три километра входит в черту города Лексингтона и впадает в Скохари-Крик.

## Притоки
Основные левые притоки — Петти-Брук, Стайлес-Брук, Хагадон-Брук, Беннет-Брук, Ньютон-Брук, Бич-Ридж-Брук и Рорбек-Брук. Основные правые притоки — Хантер-Брук, Хердман-Брук и Скулхаус-Брук.